# Zoom Records
Zoom Records war ein US-amerikanisches Independent-Label aus Arizona.
Zoom Records wurde 1959 von zwei Schülern der Catalina High School in Tucson, Arizona, gegründet. Burt Schneider und Ray Lindstrom waren zu diesem Zeitpunkt erst 17 Jahre alt: „We asked alot of questions and just learned by doing“, erinnert Lindstrom sich. Zoom war das erste Rock-’n’-Roll-Label in Southern Arizona.
Die erste Veröffentlichung stellte Jack Wallaces Single I Think of You / You Are the One, zwei seichte Teenpop-Songs. Bis 1966 wurden weitere Platten veröffentlicht – erwähnenswert ist die Single der Nitebeats (Lonesome Road Rock b/w Nightbeat) und Send-Di, einem Instrumental von King Rock & the Knights, dass in Pittsburgh ein Hit wurde und von dem Rock-’n’-Roll-DJ „Mad“ Mike Metrovich als Themesong genutzt wurde.
Zoom war zugleich das erste Label von Ray Lindstrom, der damit seine Karriere im Plattengeschäft als Labelbetreiber und Produzent startete. Die letzte Single von Zoom erschien 1966. 2001 wurde von Zoom eine CD mit den kompletten Aufnahmen unter dem Titel Zoom Records – The Anthology: Rockin’ Tucson in the 50’s! herausgegeben.

## Diskografie

### Singles
| ZR-01                   | 1959 | Jack Wallace            | I Think of You You Are the One |
| ZR-02                   | 1959 | The Nightbeats          | Lonesome Road Rock Nightbeat   |
| ZR-03                   | 1959 | King Rock & the Knights | Scandal Send-Di                |
| ZR-04                   | 1959 | The Nightbeats          | Cryin’ All Night Doreen        |
| ZR-05                   | 1966 | King Rock & the Knights | Scandal Send-Di (Boss Part 2)  |
| Unveröffentlichte Titel |      |                         |                                |
|                         | 1959 | The Nightbeats          | Sea of Love                    |

### Alben
- 2001: Zoom Records – The Anthology: Rockin’ Tucson in the 50’s!